# Thorgils Skarthi
Thorgils Skarthi (colui che ha il labbro leporino), in lingua norrena Þorgils Skarði (fl. X secolo) è stato un razziatore e poeta vichingo che, attorno al 966, fondò Scarborough che era allora nota come Skarðaborg.

## Biografia
Il nuovo insediamento fu raso al suolo da un incendio appiccato da Tostig Godwinson, conte di Falsgrave e Lord del maniero di Hougun. Tostig era stato cacciato per crudeltà, causando un'insurrezione tra i northumbri. Egli fece ritorno col re di Norvegia, Harald Hardrada. Essi appiccarono il fuoco a palle, fatte poi rotolare dalla collina in Scarborough. La comunità fu abbandonata, coloro che rimasero furono uccisi e tutte le loro proprietà razziate. La comunità fu in seguito ricostruità prendendo il nome di Scarborough.
Thorgils Skarthi viene descritto nella Kormáks saga che parla soprattutto di Kormak Ogmundsson  (lingua norrena: Kormákr Ǫgmundarson). Robert Mannyng, nel suo libro Story of Inglande (1338) riportò stralci di due romanze perdute che riguardavano Thorgils Skarði, tra cui il fatto che ebbe un fratello di nome Fleyn. Se così fosse, questo Kormak potrebbe aver avuto il soprannome Fleinn, e potrebbe aver fondato Flamborough (dal norreno Fleinaborg). Thorgils e Kormak giunsero in Inghilterra non molto dopo la spedizione di Harald Pellegrigia a Bjarmaland, dove oggi sorge Arcangelo in Russia settentrionale.